# بنفشه خاردار
 بنفشه خاردار(نام علمی: Viola canina) نام یک گونه از سرده بنفشه است.